# Анджела Ґуй
Анджела Ґуй (народилася 23 лютого 1994 року) — шведська активістка і докторантка історії в Кембриджському університеті. Анджела Ґуй є дочкою книготорговця, видавця і шведського громадянина Ґуя Міньхая відсутнього після відпустки в Таїланді в жовтні 2015. Анджела Ґуй стверджує, що її батька викрали агенти в Таїланді, та проти його волі доставили до Китаю через Камбоджу. 

## Життєпис
Ґуй також вивчала історію в Університеті Ворика в Британському Мідлендсі. Її батьки розлучилися в дитинстві, і впродовж багатьох років вона літала до Гонконгу, щоб проводити час зі своїм батьком. 
Її батько, Ґуй Міньхай, є одним з власників видавництва Mighty Current і книгарні Козвей Бей Букс. Деякі із цих книг містять плітки про комуністичне керівництво Китайської Народної Республіки, тому вона завжди хвилювалась за батька. 

### Зникнення батька
Під час святкової поїздки до Таїланду восени 2015 року Ґуй Міньхай зник зі свого місця проживання без будь-яких слідів. Гонконг, принаймні на папері, має політичну автономії по відношенню до Китайської Народної Республіки, але кілька інцидентів сталися з жителями Гонконгу під час перебування в третіх країнах; наприклад, восени 2016 року один з лідерів «парасолькової революції» 2014 року був позбавлений можливості читати лекції для тайських студентів під тиском з боку китайського уряду. 
Після зникнення батька вперше Анджела Гуй зв'язалася з ним через Skype вперше 13 листопада 2015 року.  У записаному епізоді, що транслювався на китайському телебаченні 17 січня 2016 року, Ґуй Мінхай повинен був стверджувати, що він подався до китайців у Таїланді поліції з метою відповісти за дорожньо-транспортну аварію зі смертельним результатом, інцидент, який нібито стався в 2004 році. 
Щоб звільнити батька, Анджела Ґуй намагалася схилити громадську думку на його користь як у Швеції, так і на міжнародному рівні. Вона зробила це, серед іншого, виступаючи на засіданні Конгресу США, яке відбулося 24 травня 2016 року, а також 19 вересня того ж року перед Радою ООН з прав людини. 